# Michael Noonan (Fußballspieler)
Michael Noonan (* 31. Juli 2008 in Rathangan, County Kildare) ist ein irischer Fußballspieler.

## Werdegang
Noonan begann seine Karriere beim Monasterevin AFC. Über den Verein Ballyoulster United aus Celbridge schloss er sich im Jahre 2022 der Jugendakademie von St Patrick’s Athletic aus Dublin an. Sein Debüt in der Profimannschaft gab Noonan im Alter von 16 Jahren am 14. Oktober 2024 beim Spiel gegen Bohemians Dublin, als er in der 89. Minute für Aidan Keena eingewechselt wurde. In der Folgezeit wurde er mit einem Wechsel zu Manchester City in Verbindung gebracht. Stattdessen wechselte er im Januar 2025 zum Lokalrivalen Shamrock Rovers. Gleich bei seinem ersten Einsatz für die Rovers am 13. Februar 2025 trug er sich in die Geschichtsbücher ein. Beim 1:0-Sieg seiner Mannschaft bei Molde FK erzielte Noonan das Tor des Tages und wurde damit zum jüngsten Torschützen in der Geschichte der UEFA Conference League. Sein erstes Tor in der League of Ireland erzielte Noonan am 21. April 2025, als er seine Mannschaft mit 2:0 gegen Bohemians Dublin in Führung brachte, bevor die Rovers das Spiel noch mit 2:3 verloren.

## Privates
Michael Noonan ist der Sohn des ehemaligen Fußballprofis Andrew Noonan, der im Mai zu 13,5 Jahren Haft verurteilt wurde. Andrew Noonan wurde im Jahre 2020 durch den Besitz von Heroin in Wert von 2,77 Millionen Euro verhaftet.